# ATP da Antuérpia
O ATP da Antuérpia – ou European Open, na última edição – foi um torneio de tênis profissional masculino, de nível ATP 250.
Realizado na Antuérpia, na Bélgica, estreou como torneio competitivo em 1992, com dois hiatos e dois períodos: o European Community Championships, entre 1992 e 1998, e parte do European Open, entre 2016 e 2024. Os jogos eram disputados em quadras duras durante o mês de outubro.
O contrato expirou em 2024 e foi menos atraente à organização continuar devido a obras na região. Continuará em solo belga, mas transferido para Bruxelas.

## Finais

### Simples
| Ano                                     | Campeão               | Vice-campeão      | Resultado           |
| --------------------------------------- | --------------------- | ----------------- | ------------------- |
| 2024                                    | Roberto Bautista Agut | Jiří Lehečka      | 7–5, 6–1            |
| 2023                                    | Alexander Bublik      | Arthur Fils       | 6–4, 6–4            |
| 2022                                    | Félix Auger-Aliassime | Sebastian Korda   | 6–3, 6–4            |
| 2021                                    | Jannik Sinner         | Diego Schwartzman | 6–2, 6–2            |
| 2020                                    | Ugo Humbert           | Alex de Minaur    | 6–1, 7–64           |
| 2019                                    | Andy Murray           | Stan Wawrinka     | 3–6, 6–4, 6–4       |
| 2018                                    | Kyle Edmund           | Gaël Monfils      | 3–6, 7–62, 7–64     |
| 2017                                    | Jo-Wilfried Tsonga    | Diego Schwartzman | 6–3, 7–5            |
| 2016                                    | Richard Gasquet       | Diego Schwartzman | 7−64, 6−1           |
| Torneio não realizado entre 2015 e 1999 |                       |                   |                     |
| 1998                                    | Greg Rusedski         | Marc Rosset       | 7–63, 3–6, 6–1, 6–4 |
| 1997                                    | Marc Rosset           | Tim Henman        | 6–2, 7–5, 6–4       |
| 1996                                    | Michael Stich         | Goran Ivanišević  | 6–3, 6–2, 7–65      |
| Torneio não realizado em 1995           |                       |                   |                     |
| 1994                                    | Pete Sampras          | Magnus Larsson    | 7–65, 6–4           |
| 1993                                    | Pete Sampras          | Magnus Gustafsson | 6–1, 6–4            |
| 1992                                    | Richard Krajicek      | Mark Woodforde    | 6–2, 6–2            |

### Duplas
| Ano                                     | Campeões                                  | Vice-campeões                        | Resultado         |
| --------------------------------------- | ----------------------------------------- | ------------------------------------ | ----------------- |
| 2024                                    | Alexander Erler Lucas Miedler             | Robert Galloway Aleksandr Nedovyesov | 6–4, 1–6, [10–8]  |
| 2023                                    | Petros Tsitsipas Stefanos Tsitsipas       | Ariel Behar Adam Pavlásek            | 56–7, 6–4, [10–8] |
| 2022                                    | Tallon Griekspoor Botic van de Zandschulp | Rohan Bopanna Matwé Middelkoop       | 3–6, 6–3, [10–5]  |
| 2021                                    | Nicolas Mahut Fabrice Martin              | Wesley Koolhof Jean-Julien Rojer     | 6–0, 6–1          |
| 2020                                    | John Peers Michael Venus                  | Rohan Bopanna Matwé Middelkoop       | 6–3, 6–4          |
| 2019                                    | Henri Kontinen Édouard Roger-Vasselin     | Mate Pavić Bruno Soares              | 6–4, 6–2          |
| 2018                                    | Nicolas Mahut Édouard Roger-Vasselin      | Marcelo Demoliner Santiago González  | 6–4, 7–5          |
| 2017                                    | Scott Lipsky Divij Sharan                 | Santiago González Julio Peralta      | 6–4, 2–6, [10–5]  |
| 2016                                    | Daniel Nestor Édouard Roger-Vasselin      | Pierre-Hugues Herbert Nicolas Mahut  | 6–4, 6–4          |
| Torneio não realizado entre 2015 e 1999 |                                           |                                      |                   |
| 1998                                    | Wayne Ferreira Yevgeny Kafelnikov         | Tomás Carbonell Francisco Roig       | 7–5, 3–6, 6–2     |
| 1997                                    | David Adams Olivier Delaître              | Sandon Stolle Cyril Suk              | 3–6, 6–2, 6–1     |
| 1996                                    | Jonas Björkman Nicklas Kulti              | Yevgeny Kafelnikov Menno Oosting     | 6–4, 6–4          |
| Torneio não realizado em 1995           |                                           |                                      |                   |
| 1994                                    | Jan Apell Jonas Björkman                  | Hendrik Jan Davids Sébastien Lareau  | 4–6, 6–1, 6–2     |
| 1993                                    | Grant Connell Patrick Galbraith           | Wayne Ferreira Javier Sánchez        | 6–3, 7–6          |
| 1992                                    | John Fitzgerald Anders Järryd             | Patrick McEnroe Jared Palmer         | 6–2, 6–2          |